# Pepeljuga (biljni rod)
Pepeljuga (lat. Atriplex), rod jednogodišnjih biljaka, trajnica i poluzimzelenih i zimzelenih grmova iz porodice Amaranthaceae smješten u tribus Atripliceae.
Preko 240 vrsta rasprostranjeno je po svim kontinentima. U Hrvatskoj raste nekoliko 9 vrsta.

## Vrste
1. Atriplex abata I. M. Johnst.
2. Atriplex acanthocarpa (Torr.) S. Watson
3. Atriplex acutibractea R. H. Anderson
4. Atriplex acutiloba R. H. Anderson
5. Atriplex aellenii Sukhor.
6. Atriplex alaschanica Y. Z. Zhao
7. Atriplex alces Edginton & E. J. Thomps.
8. Atriplex aldamae Griseb.
9. Atriplex altaica Sukhor.
10. Atriplex amboensis Schinz
11. Atriplex ameghinoi Speg.
12. Atriplex amnicola Paul G. Wilson
13. Atriplex angulata Benth.
14. Atriplex argentea Nutt.
15. Atriplex argentina Speg.
16. Atriplex asplundii Standl.
17. Atriplex atacamensis Phil.
18. Atriplex aucheri Moq.
19. Atriplex australasica Moq.
20. Atriplex barclayana (Benth.) D. Dietr.
21. Atriplex belangeri (Moq.) Moq.
22. Atriplex billardierei (Moq.) Hook. fil.
23. Atriplex boecheri Aellen
24. Atriplex bolusii C. H. Wright
25. Atriplex braunii A. Soriano
26. Atriplex brenanii Sukhor.
27. Atriplex buchananii Kirk ex Cheeseman
28. Atriplex bunburyana F. Muell.
29. Atriplex calotheca (Rafn) Fr.
30. Atriplex cana Ledeb.
31. Atriplex canescens (Pursh) Nutt.
32. Atriplex centralasiatica Iljin
33. Atriplex chapinii I. M. Johnst.
34. Atriplex chenopodioides Batt.
35. Atriplex chilensis Colla
36. Atriplex chizae Rosas
37. Atriplex cinerea Poir.
38. Atriplex clivicola I. M. Johnst.
39. Atriplex codonocarpa Paul G. Wilson
40. Atriplex colerei Maire
41. Atriplex confertifolia (Torr. & Frém.) S. Watson
42. Atriplex congolensis Sukhor.
43. Atriplex coquimbana Phil.
44. Atriplex cordifolia J. M. Black
45. Atriplex cordobensis Gand. & Stuck.
46. Atriplex cordulata Jeps.
47. Atriplex coriacea Forssk.
48. Atriplex cornigera Domin
49. Atriplex coronata S. Watson
50. Atriplex corrugata S. Watson
51. Atriplex costellata Phil.
52. Atriplex coulteri (Moq.) D. Dietr.
53. Atriplex crassifolia C. A. Mey.
54. Atriplex crassipes J. M. Black
55. Atriplex crenatifolia Chodat & Wilcz.
56. Atriplex cristata Humb. & Bonpl. ex Willd.
57. Atriplex cryptocarpa Aellen
58. Atriplex cyclostegia Standl.
59. Atriplex davisii Aellen
60. Atriplex dimorphostegia Kar. & Kir.
61. Atriplex dioica Raf.
62. Atriplex drymarioides Standl.
63. Atriplex eardleyae Aellen
64. Atriplex ehrenbergii F. Muell. ex Asch. & Schweinf.
65. Atriplex eichleri Aellen
66. Atriplex elachophylla F. Muell.
67. Atriplex elegans (Moq.) D. Dietr.
68. Atriplex eremitis Cranfield
69. Atriplex erigavoensis Thulin
70. Atriplex erosa A. E. Brueckner & Verd.
71. Atriplex espostoi Speg.
72. Atriplex exilifolia F. Muell.
73. Atriplex eximia A. Soriano
74. Atriplex farinosa Forssk.
75. Atriplex fera (L.) Bunge
76. Atriplex fissivalvis F. Muell.
77. Atriplex flabelliformis Paul G. Wilson
78. Atriplex flabellum Bunge ex Boiss.
79. Atriplex flavida (S. C. Sand. & G. L. Chu) D. J. Keil & D. W. Taylor
80. Atriplex fominii Iljin
81. Atriplex frankenioides Moran
82. Atriplex frigida Speg.
83. Atriplex fruticulosa Jeps.
84. Atriplex gardneri (Moq.) D. Dietr.
85. Atriplex garrettii Rydb.
86. Atriplex glabriuscula Edmondston
87. Atriplex glauca L.
88. Atriplex glaucescens Phil.
89. Atriplex gmelinii C. A. Mey. ex Bong.
90. Atriplex graciliflora M. E. Jones.
91. Atriplex griffithii Moq.
92. Atriplex halimus L., blijeda pepeljuga
93. Atriplex hollowayi de Lange & D. A. Norton
94. Atriplex holocarpa F. Muell.
95. Atriplex hortensis L., vrtna pepeljuga
96. Atriplex humifusa Paul G. Wilson
97. Atriplex humilis F. Muell.
98. Atriplex hymenelytra (Torr.) S. Watson
99. Atriplex hymenotheca Moq.
100. Atriplex hypoleuca Nees
101. Atriplex hystrix Phil.
102. Atriplex iljinii Aellen
103. Atriplex imbricata (Moq.) D. Dietr.
104. Atriplex inamoena Aellen
105. Atriplex incrassata F. Muell.
106. Atriplex infrequens Paul G. Wilson
107. Atriplex intermedia R. H. Anderson
108. Atriplex intracontinentalis Sukhor.
109. Atriplex isatidea Moq.
110. Atriplex jubata S. Moore
111. Atriplex julacea S. Watson
112. Atriplex klebergorum M. C. Johnst.
113. Atriplex kochiana Maiden
114. Atriplex laciniata L.
115. Atriplex laevis C. A. Mey.
116. Atriplex lampa (Moq.) Gillies
117. Atriplex lanfrancoi (Brullo & Pav.e) G.Kadereit & Sukhor.
118. Atriplex lasiantha Boiss.
119. Atriplex lentiformis (Torr.) S. Watson
120. Atriplex leptocarpa F. Muell.
121. Atriplex leptoclada Boiss. & Noë
122. Atriplex leuca Phil.
123. Atriplex leucophylla (Moq.) D. Dietr.
124. Atriplex limbata Benth.
125. Atriplex lindleyi Moq.
126. Atriplex linearis S. Watson
127. Atriplex linifolia Humb. & Bonpl. ex Willd.
128. Atriplex lithophila A. Soriano ex Múlgura
129. Atriplex littoralis L., obalna pepeljuga
130. Atriplex lobativalvis F. Muell.
131. Atriplex longipes Drejer & Fr.
132. Atriplex macropterocarpa (Aellen) H. Eichler
133. Atriplex madariagae Phil.
134. Atriplex malvana Aellen & Sauvage
135. Atriplex matamorensis A. Nelson
136. Atriplex maximowicziana Makino
137. Atriplex mendozensis Speg.
138. Atriplex micrantha Ledeb.
139. Atriplex mollis Desf.
140. Atriplex moneta Bunge ex Boiss.
141. Atriplex monilifera S. Watson
142. Atriplex montevidensis Spreng.
143. Atriplex morrisii R. H. Anderson
144. Atriplex mucronata Raf.
145. Atriplex muelleri Benth.
146. Atriplex muricata Humb. & Bonpl. ex Willd.
147. Atriplex myriophylla Phil.
148. Atriplex nana Parr-Sm.
149. Atriplex nessorhina S. W. L. Jacobs
150. Atriplex nilotica Sukhor.
151. Atriplex nitrophiloides A. Soriano ex Múlgura
152. Atriplex nogalensis Friis & M. G. Gilbert
153. Atriplex nudicaulis Boguslaw
154. Atriplex nummularia Lindl.
155. Atriplex obconica Paul G. Wilson
156. Atriplex oblongifolia Waldst. & Kit.,  dugolisna pepeljuga
157. Atriplex obovata Moq.
158. Atriplex oestophora S. F. Blake
159. Atriplex olivieri Moq.
160. Atriplex oreophila Phil.
161. Atriplex ornata Iljin
162. Atriplex pacifica A. Nelson
163. Atriplex paludosa R. Br.
164. Atriplex pamirica Iljin
165. Atriplex pamparum Griseb.
166. Atriplex papillata J. H. Willis
167. Atriplex paradoxa Nikitina
168. Atriplex parishii S. Watson
169. Atriplex parryi S. Watson
170. Atriplex patagonica (Moq.) D. Dietr.
171. Atriplex patens (Litv.) Iljin
172. Atriplex patula L., široka pepeljuga
173. Atriplex perrieri Leandri
174. Atriplex peruviana Moq.
175. Atriplex philippii R. Fr.
176. Atriplex phyllostegia (Torr. ex S. Watson) S. Watson
177. Atriplex plebeja Carmich.
178. Atriplex polycarpa (Torr.) S. Watson
179. Atriplex powellii S. Watson
180. Atriplex praecox Hülph.
181. Atriplex pratovii Sukhor.
182. Atriplex procumbens Less.
183. Atriplex prosopidum I. M. Johnst.
184. Atriplex prostrata DC., kopljasta pepeljuga
185. Atriplex pseudocampanulata Aellen ex Blom
186. Atriplex pueblensis Standl.
187. Atriplex pumilio R. Br.
188. Atriplex pungens Trautv.
189. Atriplex pusilla (Torr.) S. Watson
190. Atriplex quadrivalvata Diels
191. Atriplex quinii F. Muell.
192. Atriplex quixadensis Del Vitto, Múlgura & Peten.
193. Atriplex recurva d´Urv.
194. Atriplex repanda Phil.
195. Atriplex repens Roth
196. Atriplex reptans I. M. Johnst.
197. Atriplex retusa Gay
198. Atriplex rhagodioides F. Muell.
199. Atriplex robusta Stutz, M. R. Stutz & S. C. Sand.
200. Atriplex rosea L.,  ružičasta pepeljuga
201. Atriplex rusbyi Britton
202. Atriplex saccaria S. Watson
203. Atriplex sagittata Borkh., sjajnolisna pepeljuga, sin. Atriplex nitens
204. Atriplex sagittifolia Speg.
205. Atriplex schugnanica Iljin
206. Atriplex semibaccata R. Br.
207. Atriplex semilunaris Aellen
208. Atriplex serenana A. Nelson ex Abrams
209. Atriplex sibirica L.
210. Atriplex sorianoi Múlgura
211. Atriplex spegazzinii A. Soriano ex Múlgura
212. Atriplex sphaeromorpha Iljin
213. Atriplex spinibractea R. H. Anderson
214. Atriplex spinifera J. F. Macbr.
215. Atriplex spinulosa Paul G. Wilson
216. Atriplex spongiosa F. Muell.
217. Atriplex stipitata Benth.
218. Atriplex stocksii Boiss.
219. Atriplex straminea Stutz & G. L. Chu
220. Atriplex sturtii S. W. L. Jacobs
221. Atriplex subcordata Kitag.
222. Atriplex suberecta I. Verd.
223. Atriplex sukhorukovii Basköse & Yaprak
224. Atriplex taltalensis I. M. Johnst.
225. Atriplex tampicensis Standl.
226. Atriplex tatarica L., tatarska pepeljuga
227. Atriplex texana S. Watson
228. Atriplex tianschanica U. P. Pratov
229. Atriplex tichomirovii Sukhor.
230. Atriplex tornabenei Tineo
231. Atriplex torreyi (S. Watson) S. Watson
232. Atriplex truncata (Torr.) A. Gray
233. Atriplex tularensis Coville
234. Atriplex turbinata (R. H. Anderson) Aellen
235. Atriplex turcica Basköse & Yaprak
236. Atriplex turcomanica (Moq.) Boiss.
237. Atriplex undulata (Moq.) D. Dietr.
238. Atriplex valdesii Flores Olv.
239. Atriplex vallenarensis Rosas
240. Atriplex velutinella F. Muell.
241. Atriplex vesicaria Heward ex Benth.
242. Atriplex vestita (Thunb.) Aellen
243. Atriplex vulgatissima Speg.
244. Atriplex wardii Standl.
245. Atriplex watsonii A. Nelson ex Abrams
246. Atriplex wolfii S. Watson
247. Atriplex wrightii S. Watson
248. Atriplex yeelirrie K. A. Sheph. & K. R. Thiele
249. Atriplex zahlensis Mouterde
250. Atriplex × aptera A. Nelson
251. Atriplex × gustafssoniana Tascher.
252. Atriplex × hulmeana Tascher.
253. Atriplex × ludwigii P. Fourn.
254. Atriplex × neomexicana Standl.
255. Atriplex × northusana Weim.
256. Atriplex × odontoptera Rydb.
257. Atriplex × taschereaui Stace